# Uladsislau Kawaljou
Uladsislau Uladsimirawitsch Kawaljou (belarussisch Уладзісла́ў Уладзі́міравіч Кавалёў; * 6. Januar 1994 in Minsk) ist ein belarussischer Schachspieler.
Die belarussische Einzelmeisterschaft konnte er 2016 gewinnen. Er spielte bei vier Schacholympiaden: 2012 bis 2018. Außerdem nahm er 2017 an der Mannschaftsweltmeisterschaft und zweimal an der Europäischen Mannschaftsmeisterschaft (2013 und 2017) teil.
| Die zur Anzeige dieser Grafik verwendete Erweiterung wurde dauerhaft deaktiviert. Wir arbeiten aktuell daran, diese und weitere betroffene Grafiken auf ein neues Format umzustellen. (Mehr dazu) |